# 科尔孔德赖
科尔孔德赖（法語：Corcondray，法語發音：[kɔʁkɔ̃dʁɛ]）是法国杜省的一个市镇，属于贝桑松区。

## 地理
科尔孔德赖（47°13'51"N, 5°49'32"E）面积5.38 平方千米，位于法国勃艮第-弗朗什-孔泰大區杜省，该省份为法国东部内陆省份，北起上索恩省，西接汝拉省，东部及东南部与瑞士接壤，东北部与贝尔福地区省接壤。
与科尔孔德赖接壤的市镇（或旧市镇、城区）包括：拉韦尔奈、普耶弗朗赛、圣维特、维莱比宗。

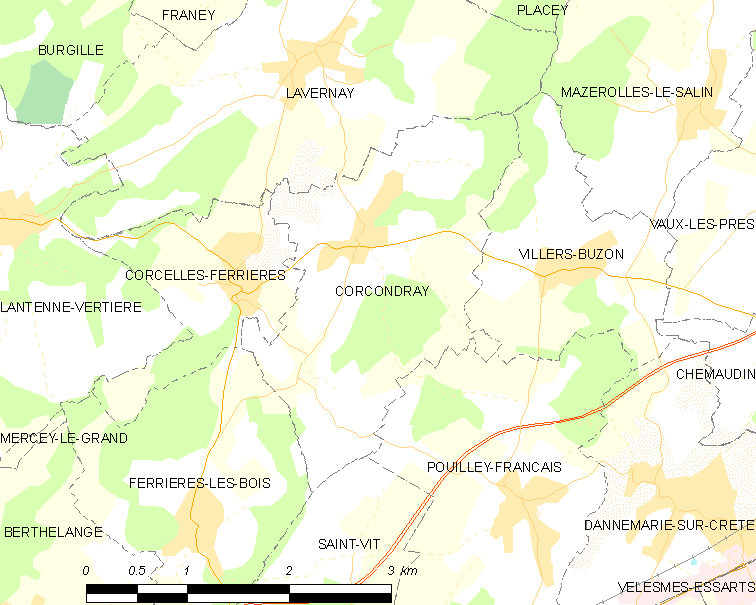
科尔孔德赖的OSM定位图

科尔孔德赖的时区为UTC+01:00、UTC+02:00（夏令时）。

## 行政
科尔孔德赖的邮政编码为25410，INSEE市镇编码为25164。

## 政治
科尔孔德赖所属的省级选区为圣维特县。

## 人口

1962-2008年间科尔孔德赖人口变化图示

科尔孔德赖于2022年1月1日时的人口数量为146人。